# Liszkowo (przystanek kolejowy)
Liszkowo – zlikwidowany w 1945 roku przystanek osobowy w Liszkowie na linii kolejowej nr 425 Łubowo – Borne Sulinowo, w województwie zachodniopomorskim.